# 葉式
葉式（1481年—1530年），字成規，號瑞峯，浙江溫州永嘉縣人，民籍，明朝政治人物。

## 生平
正德十一年（1516年）丙子科浙江鄉試第六十三名舉人。正德十二年（1517年）聯捷丁丑科會試第三名，登第二甲第三十七名進士。選翰林院庶吉士。授翰林院编修，嘉靖元年（1522年）八月復除原职。四年六月以《武宗实录》修成，升修撰，後出为廣東按察司副使，卒于家。

## 家族
曾祖葉希周；祖父葉挺；父葉聰，曾任監生。母劉氏。慈侍下。兄宽、芳、裕、勋、程。弟準、芃、莍。子葉嘉慶、葉嘉兆、葉嘉善、葉嘉運。